# 1955 v letectví

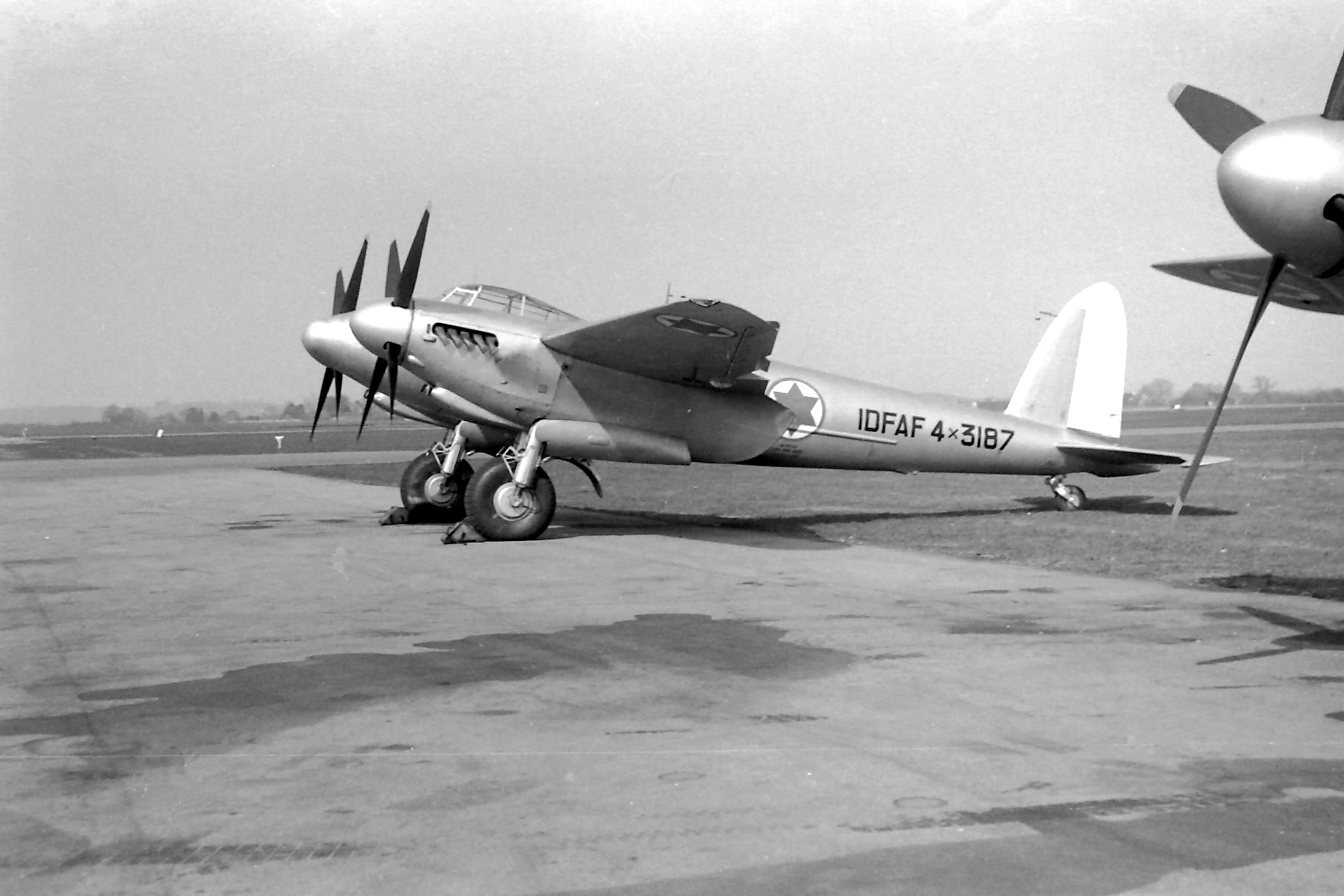
Izraelské letectvo DH98 Mosquito TR33

Tento článek obsahuje seznam událostí souvisejících s letectvím, které proběhly roku 1955.

## Události

### Říjen
- 16. října – Boeing 367-80 (prototyp Boeingu 707) přelétává Spojené státy od pobřeží k pobřeží jen za 3 hodiny a 58 minut.

### Listopad
- 22. listopadu – sovětský Tupolev Tu-16 vypouští první sovětskou termonukleární bombu RDS-37

### Prosinec
- 4. prosince – ve věku 69 let umírá Glenn L. Martin, zakladatel Glenn L. Martin Company
- 15. prosince – de Havilland Mosquito vykonává poslední operační let u Royal Air Force

## První lety

### Leden
- Grumman C-1 Trader

### Únor
- 14. února – Mikojan-Gurevič Je-2, prototyp stíhacího letounu MiG-21

### Březen
- 2. března – Dassault Super Mystère
- 12. března – Aérospatiale Alouette II
- 25. března – Vought F-8 Crusader

### Duben
- 3. dubna – Iljušin Il-54
- 25. dubna – FFA P-16, J-3001

### Květen
- 17. května – Tupolev Tu-91
- 27. května – Sud Caravelle

### Červen
- 17. června – Tupolev Tu-104
- 25. června – Dassault Mirage I
- 25. června – Scottish Aviation Twin Pioneer
- 27. června – Dornier Do 25, předchůdce pozdějšího typu Do 27

### Červenec
- 14. července – Martin P6M SeaMaster
- 23. července – PZL TS-8 Bies

### Srpen
- 4. srpna – Lockheed Article 001, prototyp špionážního letadla Lockheed U-2
- 23. srpna – Westland Widgeon
- 25. srpna – Handley Page Dart Herald

### Září
- 7. září – Suchoj S-1, prototyp Su-7
- 20. září – Nord 1500 Griffon

### Říjen
- 22. října – Republic XF-105
- 25. října – Saab 35 Draken

### Listopad
- 18. listopadu – Bell X-2, motorový let[1]
- 24. listopadu – Fokker F27

### Prosinec
- 10. prosince – Ryan X-13 Vertijet[2]
- 15. prosince – Douglas DC-7